# Powiat de Kolbuszowa
Le powiat de Kolbuszowa (en polonais : powiat kolbuszowski) est un powiat appartenant à la voïvodie des Basses-Carpates, dans le sud-est de la Pologne.

## Division administrative

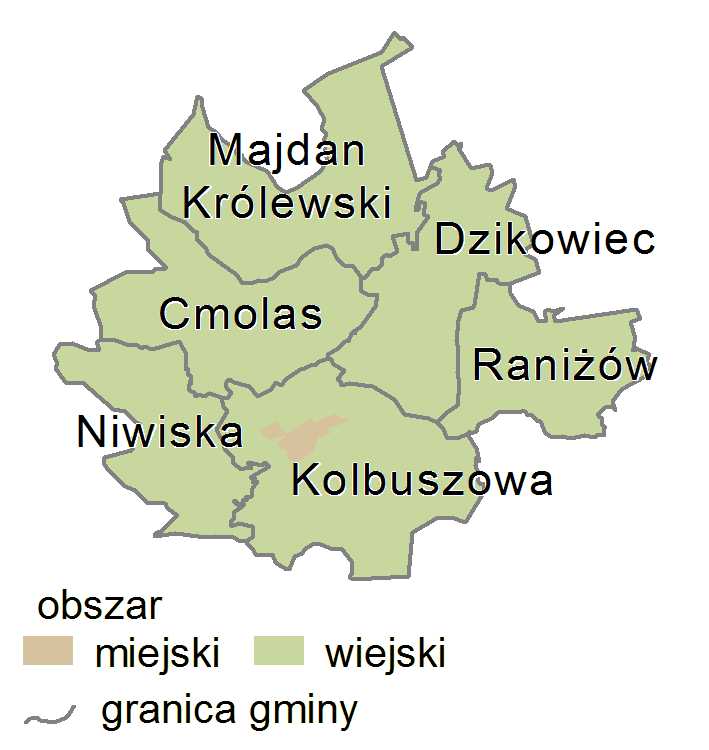
Carte du powiat (partie urbaine en marron et rurale en vert)

Le powiat est constitué de 6 communes :
| Gmina            | Type         | Superficie (km²) | Population (2006) | Chef-lieu        |
| Kolbuszowa       | urbain-rural | 170,6            | 24 486            | Kolbuszowa       |
| Majdan Królewski | rural        | 155,8            | 9 634             | Majdan Królewski |
| Cmolas           | rural        | 134,1            | 7 874             | Cmolas           |
| Raniżów          | rural        | 96,8             | 7 185             | Raniżów          |
| Dzikowiec        | rural        | 121,7            | 6 440             | Dzikowiec        |
| Niwiska          | rural        | 95,2             | 5 780             | Niwiska          |